# Phialina lachnobrachya
Phialina lachnobrachya är en svampart som först beskrevs av Jean Baptiste Desmazières, och fick sitt nu gällande namn av Raitv. 1970. Phialina lachnobrachya ingår i släktet Phialina och familjen Hyaloscyphaceae.   Inga underarter finns listade i Catalogue of Life.
I den svenska databasen Dyntaxa används istället namnet Calycellina lachnobrachya för samma taxon.  Arten är reproducerande i Sverige.